# Roper Gulf
Roper Gulf Region är en kommun i Australien. Den ligger i territoriet Northern Territory, omkring 550 kilometer sydost om territoriets huvudstad Darwin. Antalet invånare var 6 505 vid folkräkningen 2016.
Följande samhällen finns i Roper Gulf:
- Borroloola
- Mataranka